# Camarines Norte
Camarines Norte est une province des Philippines.

## Villes et municipalités
Municipalités
- Basud
- Capalonga
- Daet
- Jose Panganiban
- Labo
- Mercedes
- Paracale
- San Lorenzo Ruiz
- San Vicente
- Santa Elena
- Talisay
- Vinzons